# Kunzeana hebea
Kunzeana hebea är en insektsart som beskrevs av Ruppel och Delong 1952. Kunzeana hebea ingår i släktet Kunzeana och familjen dvärgstritar. Inga underarter finns listade i Catalogue of Life.